# Georges Dary
Robert Georges Marie Dary, född 3 december 1889 i Paris, död 18 april 1945 i Magné, Deux-Sèvres, var en fransk ishockeyspelare. Han kom på delad femte plats i Antwerpen 1920.